# ツィゴイネルワイゼン
『ツィゴイネルワイゼン』（独：Zigeunerweisen）作品20は、スペイン生まれのヴァイオリニストであるサラサーテが作曲、1878年に完成した管弦楽伴奏付きのヴァイオリン独奏曲である。1904年に本人の演奏のレコードが録音されている。

## 概説
本作は派手で劇的でありながら哀感を持ち合わせる技巧的なヴァイオリン曲として知られる。題名は「ジプシー（ロマ）の旋律」という意味である。ドイツ語では「ツィゴイナ（ー）ヴァイゼン」とするほうが現代的な発音であり、また日本語ではチゴイネルワイゼン、またはチゴイナーワイゼンとも表記される（なお日本語の題名表記は語尾の｢-er」を母音化させない古典的な舞台ドイツ語の発音を基にしたものである）。
いくつかのハンガリー民謡・大衆音楽の旋律を組み合わせて作曲されている。オリジナルはヴァイオリンと管弦楽であるが、ヴァイオリンとピアノで演奏する機会も多い。作曲者本人による録音が残されている。
出版はライプツィヒのゼンフ社により、そのオリジナル版は、その後ジムロックに買い取られたが、ヴァイオリンパートはほどなくアウグスト・ウィルヘルミ校訂のものに差し替えられ、現在に至っている。現在入手の容易なブラウド・ブラザーズ、カール・フィッシャー、エドウィン・F・カルムス等の再版スコアはいずれもゼンフまたはジムロックを基にしたものである。

## 編成
独奏ヴァイオリン、フルート2、オーボエ2、クラリネット2（B♭管）、ファゴット2、ホルン2（F管）トランペット2（F管）、ティンパニ、トライアングル（ad libitum/任意）、弦5部

## 構成
協奏曲の3楽章に相当する3部からなる。演奏時間は約8分。
- Moderato - Lento
ハ短調、4分の4拍子。悲しげながらも堂々とした旋律。管弦楽の斉奏のあと独奏が主題を表す。非常に装飾音符が多く、見せ場には事欠かない。

- Un poco più lento 
ハ短調、4分の2拍子。いわゆる逆付点（16分音符+付点8分音符のリズム）が印象的な旋律を、弱音器を付けたヴァイオリンが奏でる。ハンガリー民謡にそのまま題材をとっている。「ジプシーの月」というタイトルでポピュラー・ソングとしてもヒットしている。
- Allegro molto vivace
イ短調、4分の2拍子。いきなり急速なテンポとなる。通常の右手のピチカートと技巧的な左手のピチカートを併用する。日本では商業放送にまれに登場する。この部分の旋律は、フランツ・リストが『ハンガリー狂詩曲第13番』で用いている。

## レコーディング
1904年にサラサーテ本人のヴァイオリンとフアン・マネン(ホアン・マーネンとも表記されるスペインのヴァイオリニスト)のピアノによる伴奏での録音が行われている。この録音には、途中でサラサーテの声とも言われる謎の呟き声が入っていることで知られる。一説によれば、サラサーテ本人がレコードの録音許容時間をオーバーしそうなことに気付き、伴奏者に途中を端折って演じるよう指示したものという（20世紀初頭のレコード吹込み時間は短く、また録音原盤自体が修正録音のできない一発録りのディスク媒体であった時代で、後年なら雑音としてカットされるような小声もカットできないまま販売に至ってしまった）。

## その他
上記のレコードの呟き声をモチーフとし、内田百閒は1947年に短編小説「サラサーテの盤」を書いた。この小説を元に鈴木清順は幻想的かつ異様な怪奇性を伴った映画『ツィゴイネルワイゼン』を制作している。
曲の有名さと劇的な展開を活かし、以下のようにフィギュアスケートのプログラムに使用されている。
羽生結弦 - 2010-11シーズン、フリースケーティング
申雪/趙宏博 - 1997-98・1998-99シーズン、ショートプログラム
友野一希 - 2017-18シーズン、ショートプログラム
キャロライン・ジャン - 2009-10シーズン、ショートプログラム
アグネス・ザワツキー - 2010-11シーズン、フリースケーティング
大衆的にも知名度の高い曲であることから、バラエティ番組やCMでは精神的に大きなショックを受ける等の悲劇的なシーンを効果的に演出するBGMとして多用されている。
- 吉本新喜劇の座員である桑原和男が「神様～」というギャグを使用する際、BGMとしてこの曲が使用される。冒頭のG-C-D-Es-D-Cという悲劇的で大げさな斉奏が出囃子として効果をあげている。
- 1987年3月16日から1988年1月17日まで放送された超人機メタルダ―第10話「超絶技！名曲ロボットのバイオリン攻撃」で烈闘士ラプソディが、「サラサーテ、チゴイネルワイゼン」と呼び弾きながらメタルダ―に攻撃する、物語としてはシビアな物になっている。
- テレビアニメ『新ビックリマン』では、聖ピカギリがヴァイオリンを用いた音波攻撃「般若子好スゴイネルY然（はんにゃこすきースゴイネルわいせん）」を行う際に演奏する曲として使用された。作曲者はチャイコフスキーではなくサラサーテである。
- 2008年に放送された特撮番組である仮面ライダーシリーズの作品『仮面ライダーキバ』の第3話「英雄・パーフェクトハンター」にて、紅音也がカジノで負けが込んで山のように借金をこさえてしまった時に、持参のヴァイオリンでこの曲を生演奏し、しかも即興で「俺の演奏は一曲10億ドルだ。釣りはいらねえ」という歌を唄いながら借金を堂々と踏み倒すシーンに流れた。
- テレビゲーム『ゼロヨンチャンプ』では不幸シーンでBGMとして使われる。さらにアイテム「不幸なCD」を使うと演奏される。
- コナミから発売されたシューティングゲーム『極上パロディウス 〜過去の栄光を求めて〜』の乱入ステージのボス戦BGMで前奏部分にこの曲が使われている。